# إدوين ديكنسون
إدوين ديكنسون (بالإنجليزية: Edwin Dickinson)‏ هو رسام وفنان أمريكي، ولد في 11 أكتوبر 1891 في Seneca Falls, New York ‏ في الولايات المتحدة، وتوفي في 2 ديسمبر 1978 في رأس كاد ‏ في الولايات المتحدة.